# The Slip
 (janvier 2025).
Si vous disposez d'ouvrages ou d'articles de référence ou si vous connaissez des sites web de qualité traitant du thème abordé ici, merci de compléter l'article en donnant les références utiles à sa vérifiabilité et en les liant à la section « Notes et références ».
Albums de Nine Inch Nails
Ghosts I-IV
(2007) Hesitation Marks
(2013)
The Slip (halo 27) est le septième album de Nine Inch Nails. Il est sorti dans sa version en téléchargement gratuit le 5 mai 2008, soit deux mois jour pour jour après la sortie de Ghosts I-IV et peu de temps après les singles Discipline et Echoplex qui l'annonçaient. Malgré une diffusion gratuite et virtuelle, The Slip constitue bien un album à part entière du groupe, avec artworks et pochette (format pdf). Il est aussi commercialisé sous forme de CD depuis le 28 juillet 2008. Il a été produit par Trent Reznor, Alan Moulder et Atticus Ross.
Cet album est édité sous la licence Creative Commons by-nc-sa (attribution, pas d'utilisation commerciale, partage à l'identique).
On peut considérer le style de l'album comme du rock à fortes influences indus et electro. Il s'agit d'un rock aiguisé, avec une touche pop qui allège le tout, mais l'électronique et des expérimentations sonores y sont omniprésents.

## Pistes
Toutes les pistes sont composées par Trent Reznor.
| No  | Titre                    | Durée |
| --- | ------------------------ | ----- |
| 1.  | 999,999                  | 1:25  |
| 2.  | 1,000,000                | 3:56  |
| 3.  | Letting You              | 3:49  |
| 4.  | Discipline               | 4:19  |
| 5.  | Echoplex                 | 4:45  |
| 6.  | Head Down                | 4:55  |
| 7.  | Lights in the Sky        | 3:28  |
| 8.  | Corona Radiata           | 7:33  |
| 9.  | The Four of Us Are Dying | 4:37  |
| 10. | Demon Seed               | 4:59  |

## Crédits
- Trent Reznor : performance, production, écriture, direction artistique
- Josh Freese : performance
- Robin Finck : performance
- Alessandro Cortini : performance
- Atticus Ross : production, programmation, technique
- Alan Moulder : mixage, production, technique
- Michael Tuller : technique
- Brian Gardner : masterisation
- Steve "Coco" Brandon : réglages du studio
- Rob Sheridan : direction artistique